# 임호체육공원
임호체육공원(林虎體育公園 Imho Sports Park)은 대한민국 김해시에 있는 체육 시설이다. 축구 경기장 1면, 게이트볼 경기장 1면, 족구 경기장 2면 등으로 구성되어 있다.

## 참고 문헌
- 《전국 공공체육 시설 현황 (2017년말 기준)》. 대한민국 문화체육관광부. 2019. 2020년 7월 16일에 원본 문서에서 보존된 문서. 2019년 5월 21일에 확인함.